# 总苞微孔草
总苞微孔草（学名：Microula involucriformis）为紫草科微孔草属的植物，为中国的特有植物。分布于中国大陆的四川等地，生长于海拔3,100米的地区，多生于山地，目前尚未由人工引种栽培。